# Narrativa do fenômeno de abdução
A narrativa do fenômeno de abdução é um suposto núcleo de similaridade nos conteúdos e na cronologia subjacente para várias alegações de abdução temporária forçada de seres humanos por outros seres aparentemente extramundanos.

## Narrativa da abdução

### Considerações gerais
Embora diferentes casos variem em detalhes(algumas vezes significativamente), alguns pesquisadores ovnilógicos, como o folclorista Thomas E. Bullard argumenta que há uma seqüência ampla, bastante consistente e descrição de eventos que compõem o típico "encontro próximo do quarto Tipo" (um edifício popular, mas não oficial, baseado na terminologia de classificação do Dr. J. Allen Hynek). Embora as características descritas abaixo sejam relatadas frequentemente, há alguma discordância a respeito de exatamente como frequentemente ocorrem de fato. Bullard argumenta que a maioria das das abduções apresentam os seguintes eventos. Eles geralmente seguem a sequência observada abaixo, embora nem todos as abduções apresentam todos os eventos:
1. Captura. O abduzido é de alguma forma tornado incapaz de resistir, e levado de um ambiente terrestre para uma aparente nave estelar alienígena.
2. Exame e Procedimentos. Procedimentos fisiológicos e psicológicos invasivos e, ocasionalmente, situações comportamentais simuladas, treinamento e testes, ou ligações sexuais.
3. Conferência. Os abdutores se comunicam com os abduzidos ou os direcionam para interagir com indivíduos específicos para alguma finalidade, tipicamente telepaticamente, mas às vezes usando a língua nativa do abduzido ou de ambas as formas.
4. Tour. Os abduzidos fazem uma visita pela nave de seus abdutores, embora isso seja contestado por alguns pesquisadores que consideram essa definição uma confabulação de intenções quando aparentemente são levados involuntariamente para vários lugares dentro da nave.
5. Perda de tempo. Os abduzidos muitas vezes esquecem rapidamente a maioria de sua experiência, seja como resultado de medo, intervenção médica, ou ambos.
6. Readução. Os abduzidos são devolvidos à terra, ocasionalmente em um local diferente de onde eles foram supostamente levados ou com novas lesões ou roupas desgrenhadas.
7. Teofania. Coincidindo com seu retorno imediato, os abduzidos podem ter um profundo sentimento de amor, um "poder" semelhante aos induzidos por certas drogas, ou uma "experiência mística", acompanhada por um sentimento de união com Deus, o Universo ou seus abdutores. Se este é o resultado de uma mudança metafísica, síndrome de  estocolmo, ou antes de adulteração médica muitas vezes não é examinado pelos abduzidos na época.
8. Consequências. O abduzido deve lidar com os efeitos psicológicos, físicos e sociais da experiência.

Ao descrever o "cenário de abdução", David M. Jacobs diz:

### Captura
Os reclamantes de abdução relatam sentimentos incomuns antes do início de uma experiência de abdução. Esses sentimentos se manifestam como um desejo compulsivo de estar em um determinado lugar em um determinado momento ou como expectativas de que algo "familiar, ainda desconhecido", ocorrerá em breve. Abduzidos também relatam sentimento de ansiedade grave, sem direção neste momento, embora nada de incomum realmente ocorreu ainda. Este período de presságio pode durar até vários dias antes que a abdução ocorra ou esteja completamente ausente.
Eventualmente, o experimentador passará por uma aparente "mudança" em um estado alterado de consciência. Pesquisadores de abdução britânicos chamaram essa mudança de consciência de "O Fator Oz". Os sons externos deixam de ter qualquer significado para o experimentador e caem fora da percepção. Relata-se sentimento introspectivo e incomumente calmo. Esta etapa marca uma transição da atividade normal para um estado de "mobilidade limitada auto-intencional". À medida que a consciência se desloca, uma ou mais luzes aparecem, ocasionalmente acompanhadas por uma névoa estranha. A fonte e a natureza das luzes diferem por relatório; Às vezes a luz emana de uma fonte fora da casa (presumivelmente o OVNI dos abdutores), às vezes as luzes estão no quarto com o experimentador e se transformam em figuras alienígenas.
À medida que a suposta abdução prossegue, os reclamantes dizem que andarão ou serão levitados para uma embarcação alienígena, neste último caso, muitas vezes através de objetos sólidos, como paredes, tetos ou uma janela fechada. Alternativamente, eles podem experimentar subir através de um túnel ou ao longo de um feixe de luz, com ou sem os sequestradores que os acompanham, para a embarcação que está aguardando.

### Exame
A fase de exame da chamada "narrativa de abdução" caracteriza-se pela realização de procedimentos médicos e exames por seres aparentemente alienígenas contra ou independentemente da vontade do experimentador. Tais procedimentos centram-se frequentemente no sexo e na biologia reprodutiva. No entanto, a literatura contém relatos de uma ampla variedade de procedimentos supostamente realizados pelos seres. A entidade que parece estar no comando da operação é muitas vezes mais alta do que os outros envolvidos, e às vezes é descrita como aparentando ser de uma espécie diferente.
Miller observa diferentes áreas de ênfase entre a medicina humana e o que é relatado como sendo praticado pelos abdutores. Isso pode resultar de uma diferença na finalidade do exame - diagnóstico de rotina e/ou tratamento versus exame científico de uma espécie desconhecida, ou pode ser devido a um nível diferente de tecnologia que torna certos tipos de procedimentos manuais desnecessários. As áreas de interesse dos abdutores parecem ser o crânio, o sistema nervoso, a pele, o sistema  reprodutivo e, em menor grau, as articulações. Os sistemas prestados com menos atenção do que um médico humano, ou omitidos integralmente incluem sistema cardiovascular, o sistema respiratório abaixo da faringe e do sistema linfático. Os abdutores também parecem ignorar a região superior do abdômen em favor do inferior. Os abdutores não parecem usar luvas durante o "exame". Outras constantes da medicina terrestre, como pílulas e comprimidos, estão faltando em narrativas de abdução, embora às vezes os abduzidos sejam convidados a beber líquidos. As injeções também parecem ser raras e os IVs estão quase completamente ausentes. O Dr. Miller diz que nunca ouviu uma reivindicação de alguém que sofreu abdução de ter um depressor de língua usado em si.

### Procedimentos subsequentes de abdução
Após o chamado exame médico, os supostos abduzidos frequentemente relatam outros procedimentos que estão sendo realizados com as entidades. Entre esses procedimentos pós-exame, o que os pesquisadores de abdução chamam de imagiologia, visualização, situamento e teste. Os procedimentos de "imagiologia" consistem em uma abdução sendo feita para exibir telas exibindo imagens e cenas que parecem ser especialmente escolhidas com a intenção de provocar certas respostas emocionais no abduzido. "Visualização" é um procedimento similar, com a diferença principal sendo que as imagens que estão sendo vistas, ao invés de estarem em uma tela, na verdade parecem ser projetadas na mente do experimentador. Procedimentos de "situamento" têm o abduzido desempenhando um papel mais ativo, de acordo com relatórios contendo esse elemento. É mesclado mentalização de alucinações vívidas com os procedimentos previsionais, mas durante a encenação o abduzido interage com o cenário ilusório como se fizesse parte dele. "Teste" marca algo como uma partida dos procedimentos acima, na medida em que carece do recurso de análise emocional. Durante o teste o experimentador é colocado na frente de um dispositivo eletrônico complicado e é instruído a operá-lo. O experimentador fica muitas vezes confuso, dizendo que não sabe como operá-lo. No entanto, quando eles realmente definem a realização da tarefa, o abduzido vai descobrir que, de fato, sabe operar a máquina.

### Apresentação infantil
Abduzidos de todas as idades e gêneros por vezes relatam estarem sujeitos a uma "apresentação infantil". Como o próprio nome indica, a apresentação da criança envolve o reclamante de abdução sendo mostrado uma "criança". Muitas vezes as crianças parecem ser nem humanos, nem as mesmas espécies que os abdutores. Em vez disso, a criança quase sempre compartilhará características de ambas as espécies. Essas crianças são rotuladas por experimentadores como híbridos entre humanos e seus abdutores, geralmente Greys. Ao contrário de Budd Hopkins e David Jacobs, o folclorista Thomas E. Bullard não conseguiu identificar uma fase de apresentação infantil na narrativa de abdução, mesmo depois de realizar um estudo de 300 relatos de abdução. Bullard diz que a apresentação infantil "parece ser uma inovação na história" e que "não há antecedentes claros" às descrições da fase de apresentação da criança existe antes de sua popularização feita por Hopkins e Jacobs.

### Contato sexual
Muitas vezes os abduzidos vão experimentar algum tipo de contato sexual com alienígenas ou outros humanóides. Há também muitas vezes uma sonda anal para obter material genético.

### Elementos menos comuns
Bullard também estudou os 300 relatos de abdução alienígena em uma tentativa de observar os aspectos menos proeminentes das reivindicações. Ele observa o surgimento de quatro categorias gerais de eventos que recorrem regularmente, embora não tão frequentemente como acontecimentos estereotipados como o exame médico. Estes quatro tipos de eventos são:
1. A conferência
2. O passeio
3. A jornada
4. Teofania

Cronologicamente dentro de relatos de abdução estes episódios mais raros tendem a acontecer na ordem listada, entre o exame médico e o retorno. Depois de supostamente exibir indiferença calosa fria em relação aos experientes abdução, às vezes as entidades vão mudar drasticamente no comportamento, uma vez que o exame médico inicial é concluído. Eles se tornam mais relaxados e hospitaleiros para com os seus cativos e levam-no para longe do local do exame.
As entidades realizam então uma conferência com o experimentador, onde discutem coisas relevantes para o fenômeno de abdução. Bullard observa cinco categorias gerais de discussão que ocorrem durante a conferência na "fase" de narrativas de abdução relatadas: Uma sessão de interrogação, segmento explicativo, atribuição de tarefas, avisos e profecias.
Os passeios nas espaçonaves dos abdutores são uma característica rara, mas recorrente, da narrativa de abdução. A excursão parece ser dada pelos supostos raptores como uma cortesia em resposta à dureza e rigores físicos do exame médico forçado. Às vezes no relatório do abduzido apresenta uma "viagem" para orbitar em torno da Terra ou para o que parecem ser outros planetas. Alguns abduzidos acham que a experiência é aterrorizante, particularmente se os alienígenas são de uma espécie mais temível, ou se o abduzido foi submetido a sondagem extensiva e testes médicos.

### Volta
Eventualmente, os abdutores reconduzirão os abduzidos, geralmente para exatamente o mesmo local e circunstâncias em que estavam antes de serem tomados. Normalmente, as memórias explícitas da experiência de abdução não estarão presentes, e o abduzido só perceberá que experimentou um "lapso de tempo" ao verificar um relógio. Às vezes, os supostos raptores parecem cometer erros ao retornar seus prisioneiros. O famoso pesquisador de óvnis Budd Hopkins brincou sobre "a aplicação cósmica da Lei de Murphy" em resposta a essa observação. Hopkins estimou que estes "erros" acompanham 4-5 por cento dos relatórios de abdução. Um tipo de erro aparente comum feito pelos abdutores está falhando em aduzir de volta o experimentador ao mesmo ponto que fora tirado inicialmente. Isso pode ser tão simples como uma sala diferente na mesma casa, ou abduzidos podem até estar do lado de fora e todas as portas da casa são trancadas por dentro. Outro erro comum (e divertido) é colocar roupas do abduzido (por exemplo, pijamas) ao contrário.

### Evento de realização
O médico e pesquisador de abdução John G. Miller vê significado na razão de uma pessoa que viria a ver-se como sendo uma vítima do fenômeno de abdução. Ele chama a percepção ou desenvolvimento que leva a essa mudança na identidade de não-abduzido para abduzido de "evento de realização". O evento de realização é muitas vezes uma única experiência memorável, mas Miller relata que nem todos os abduzidos experimentam isso como um episódio distinto. De qualquer maneira, o evento de realização pode ser pensado como o "horizonte clínico" da experiência de abdução.

### Trauma e recuperação
A maioria das pessoas alegando abduções extraterrestres relatam exames invasivos em seus corpos e alguns atribuem trauma psicológico para suas experiências. "Síndrome pós-abdução" é um termo usado pelos abduzidos para descrever os efeitos do sequestro, embora não seja reconhecida por nenhuma organização de tratamento profissional. As pessoas que acreditam que foram abduzidas por aliens desenvolvem sintomas semelhantes ao transtorno de estresse pós-traumático. As pessoas que acreditam terem sido raptadas por alienígenas geralmente têm crenças anteriores da Nova Era, uma vida de fantasia vívida e sofrem de paralisia do sono, de acordo com um estudo de 2003 da  Universidade de Harvard.

### Grupos de suporte
Grupos de apoio para pessoas que acreditaram que foram abduzidas começaram a aparecer em meados da década de 1980. Estes grupos aparecem em todo os Estados Unidos, no Canadá e na Austrália.

### O papel da hipnose
Muitos abduzidos por extraterrestres recordam muito de sua(s) abdução(s) através da hipnose. Devido ao uso extensivo da hipnose e outros métodos manipulativos, os céticos explicam as narrativas de abdução como memórias falsas e/ou sugeridas.

#### Argumento contra o uso da hipnose
Supostos abduzidos procuram hipnoterapeutas para tentar resolver questões como ausência de tempo ou sintomas físicos inexplicáveis, tais como dor de cabeça ou dores musculares. Isso geralmente envolve duas fases, uma fase de coleta de informações, em que o hipnoterapeuta pergunta sobre doenças inexplicadas ou fenômenos incomuns durante a vida dos pacientes (causados por ou distorções do suposto abdutor), seguido de hipnose e imagens guiadas para facilitar a retirada. A coleta de informações aumenta a probabilidade de que os eventos discutidos sejam incorporados em "memórias" de abdução. Conjectura-se que sete passos podem levar ao desenvolvimento de memórias falsas:
1. Uma pessoa está predisposta a aceitar a idéia de que certas experiências intrigantes ou inexplicáveis podem ser sinais reveladores de abdução de OVNIs.
2. A pessoa procura um terapeuta, que ela vê como uma autoridade e que, pelo menos, é receptivo a esta explicação e tem alguma familiaridade anterior com relatos de abduzimento por OVNIs.
3. Alternativamente, o terapeuta enquadra as experiências intrigantes em termos de uma narrativa de abdução.
4. Explicações alternativas das experiências não são exploradas.
5. Há um compromisso crescente com a explicação de abdução e aumento da redução da ansiedade associada à redução da ambiguidade.
6. O terapeuta legitima ou ratifica a experiência do abduzido, o que constitui reforço positivo adicional.
7. A pessoa adota o papel de "vítima" ou abduzida, e isso se integra na psicoterapia e na autopercepção dela.

#### Argumento quanto ao uso da hipnose
O psiquiatra de Havard, John E. Mack é contra este argumento, observando que "Pode ser útil reafirmar que uma grande proporção do material relativo a abduções é lembrado sem o uso de um estado alterado de consciência e que muitos repórteres de abdução parecem reviver experiências poderosas após apenas o exercício de relaxamento mais mínimo, dificilmente justificado pela hipnose de modo geral. O exercício de relaxamento é útil para aliviar a necessidade do experimentador de atender às demandas sociais e outros estímulos da conversação cara a cara e aliviar as energias envolvidas na repressão de memórias e emoções."

### Perspectivas
Houve uma variedade de explicações oferecidas para fenômenos de abdução, que vão desde avaliações acentuadamente céticas, à aceitação de críticas de todas as reivindicações de pessoas abduzidas, ao demonológico e a tudo isso junto.